# Зоран Роје
Зоран Роје (Сплит, 7. октобар 1955) бивши је југословенски и хрватски ватерполиста.

## Спортска каријера
Рођен је у Сплиту 7. октобра 1955. године. Отац му је био војно лице, а када је Зорану било 12-13 година, премештен из Сплита у Ријеку. Управо у Ријеци је почео да игра за Приморје. Члан овог клуба је био све до 1985. године. Након одласка из Ријеке, од 1985. до 1993. године, односно до краја играчке каријере, наступа у Италији. Најпре је од 1985. до 1990. године био играч Канотијерија из Напуља, потом од 1990. до 1992. игра за Казерту, а последњу сезону у каријери 1992/93, одиграо је за екипу Волтурна.
Био је члан ватерполо репрезентације Југославије. Учесник је Олимпијских игара 1980. године у Москви, где је освојио сребрну медаљу. Са репрезентацијом Југославије, освојио је златну медаљу на Олимпијским играма 1984. у Лос Анђелесу. На Светском првенству у Западном Берлину 1978. године освојио је бронзану медаљу, а на Европском првенству 1977. године у Јончепингу има освојено сребро.
Након завршетка играчке каријере био је тренер у ријечком Приморју, као селектор репрезентације Хрватске има освојену сребрну медаљу на Европском првенству у Крању 2003. године када су поражени у финалу од Србије и Црне Горе.

## Успеси
Играч
Југославија
- медаље
- злато : Олимпијске игре Лос Анђелес 1984.
- сребро : Олимпијске игре Москва 1980.